# Psillo
Nella mitologia greca, Psillo (in greco Ψύλλος) era il sovrano di una tribù della Cirenaica, gli Psilli, i quali erano celeberrimi incantatori di serpenti. Era figlio di Anfitemi e di una ninfa, nonché padre di Categono.
I raccolti di Psillo furono rovinati dal vento del sud, sicché il re armò una grande flotta per far vela alla volta dell'isola di Eolo e vendicarsi col re dei venti. Però, prima che raggiungesse la meta, lo colse una tremenda tempesta: tutte le sue navi colarono a picco ed egli stesso morì.
La sua tomba era ubicata presso la Grande Sirte.